# Къ
Къ (къ) — кириличний диграф, що використовується у низці мов Північного Кавказу.

## Використання
Диграф Къ використовується в таких мовах: абазинській, аварській, агульській, адигейській, даргинській, інгушській, кабардино-черкеській, карачаєво-балкарській, кумицькій, лакській, лезгинській, осетинській, рутульській, табасаранській, цахурській та чеченській мовах, а також в кримськотатарській кирилиці (на позначення q).
У казахській мові диграф використовувався у практичній транскрипції «казновиця» для передачі літери Қ.
У всіх мовах, крім осетинської, диграф позначає звуки [q] або [q’]. В осетинській мові Къ передає звук [k’].